# Campionati italiani di pallacanestro 3x3
Non esiste un campionato italiano di pallacanestro 3x3 unico, ma esistono più tornei di livello nazionale strutturati su eliminatorie locali e finali nazionali. La Federazione Italiana Pallacanestro si è appoggiata, nel corso degli anni, a partner, come la FISB Streetball, la Master Group e la Verde Sport, per organizzare tornei inseriti in circuiti che portassero alle finali nazionali e dunque allo scudetto di categoria. Questi sono i principali tornei nazionali; al fianco dell'edizione, è anche inserito lo scudetto per quelle competizioni in cui la FederBasket ha parlato espressamente di "scudetto 3x3".

## Open

### Italia FIP Circuit

#### Storia
Il Torneo Nazionale 3x3 Italia è stato organizzato da Master Group Sport in collaborazione con la FIP, nel 2019. Hanno partecipato 27 le squadre (15 maschili e 12 femminili). Il 28 luglio 2019, le squadre "Comitato Regionale Abruzzo" maschile e "Manco' a fa così" femminile hanno vinto la prima edizione, disputata a Roseto degli Abruzzi. Gli MVP sono stati Giorgio Di Bonaventura e Giulia Ciaccioni. Per la maschile, il torneo ha dato accesso al FIP Rimini Challenger (tappa del World Challenger Tour) del 19-20 agosto seguente.
Saltata la stagione 2020 per la pandemia, nel 2021 si è disputato l'Italia FIP Circuit: le finali si sono disputate in piazza Andrea Costa a Cesenatico. Hanno partecipato 16 squadre maschili e 12 femminili da tutta Italia, che si sono qualificate dai tornei locali, per un totale di 200 giocatori presenti. Gli MVP delle finali sono Andrea Tassinari e Sara Madera. La seconda edizione delle finali dell'Estathé 3x3 Italia Streetbasket FIP Circuit, nel 2022, si è disputata in piazza Andrea Costa, a Cesenatico. Hanno vinto lo scudetto maschile il FDC Pro Team e quello femminile il Tigu 3x3. La squadra maschile si è aggiudicata un pass per la tappa di Utrecht del FIBA 3x3 World Tour. Nel 2023, la squadra maschile ottiene il pass per la tappa di Debrecen (Ungheria) del FIBA 3×3 World Tour. Nel 2024 le finali si giocano in piazza Andrea Costa a Cesenatico e hanno messo in palio un pass per la tappa di Shanghai (Cina) del FIBA 3×3 World Tour.

#### Albo d'oro
| Albo d'oro | |                                                                                                 |
| Edizione   | Maschile | Femminile                                                                                       |
| 2019       | Comitato Regionale Abruzzo Abruzzo Giorgio Di Bonaventura, Francesco Faragalli, Enrico Gobado ed Emidio Di Donato | Manco' a fa così Lazio Giulia Ciaccioni, Eugenia Marcelli, Giulia Quaresima e Rossana Boccalato |
| 2021       | Kings of Kings Andrea Tassinari, Carlos Rivera, Mohamed Touré, Bryant Inoa Piantini                               | Splash Team Sara Bocchetti, Isabel Hernandez Pepe, Rossana Boccalato, Sara Madera               |
| 2022       | FDC Pro Team Pietro Agostini, Alberto Bedina, Nicolò Menardi, Leonardo Clark                                      | Tigu 3x3 Cecilia Albano, Eliana Carbonell, Viviana Lucca e Alice Ceccardi                       |
| 2023       | All Star 3×3 Federico Frisari, Andrea Valentini, Matteo Santucci e Dario Masciarelli                              | DAT Ladies Beatrice Olajide, Satya Riccioni, Candy Njoku Edokpaigbe e Winnie Bartholomew        |
| 2024       | Concrete Matteo Airaghi, Michele D’Ambrosio, Carlo Fumagalli, Morgan Rashed                                       | Big Queens Beatrice Baldi, Francesca Parmesani, Angelica Tibè, Anna Togliani                    |
| 2025       | Team Rome Flavio Gay, Giacomo Leardini, Lorenzo Lovato, Andrea Valentini                                          | Tigu 3x3 Alice Ekambi Campana, Eliana Carbonell, Nancy N’guessan, Giorgia Palmieri              |

### FISB Streetball

#### Storia
La Free Italian StreetBall è un'associazione che promuove il basket 3×3, riconosciuta dalla FIBA. I tornei valgono per il ranking mondiale dei giocatori. Durante le FISB Finals di Riccione, evento conclusivo dei tornei regionali, vengono premiati con il titolo di FISB Italian Champion i vincitori delle fasi a eliminazione diretta. Nel 2019, è nato anche il Pro Tour con 12 team che si sono affrontati nel corso di otto tappe. Dal 2015, i campioni italiani sono ammessi al World Tour.
La collaborazione con la FIP, con l'assegnazione dello scudetto di categoria, è andata dal 2014 al 2018, con una finale disputata a Cagliari (la prima) e quattro a Riccione.

#### Albo d'oro
| Albo d'oro |                                                                                            | |
| Edizione   | Maschile                                                                                   | Femminile                                                                                                |
| 2011       | Wizze&Lozze San Casciano in Val di Pesa (FI)                                               | Basket in the Park Legnano (MI)                                                                          |
| 2012       | Wizze&Lozze San Casciano in Val di Pesa (FI)                                               | Playground 2k12 Bolzano                                                                                  |
| 2013       | Spruzzolo Andrea Bassani, Leonardo Meroni, Andrea Negri, Davide Todeschini                 | The Cifgirls Alice Romagnoli, Giorgia Balboni, Ilaria Bernardoni                                         |
| 2014       | Kings of Kings Milano Bryant Inoa Piantini, Kobe Fernandez, Westher Molteni, Matteo Grampa | Girls Power Milano Valentina Micia Gatti, Sara Canova, Viola Diodati e Marcella Filippi                  |
| 2015       | Robi Telli Cremona Riccardo Bottioni, Patrizio Verri, Giovanni Agusto e Alessio Negri      | 3vs3 Memorial Jimenez Biella Alessandra Visconti, Chiara Consolini, Marta Tarantino, Veronica Schieppati |
| 2016       | Torneo il Campetto Pavia Claudio Negri, Andrea Negri, Gionata Zampolli, Damiano Verri      | BITS Festival Salerno Rae Lin D'Alie, Martina Capoferri, Federica Milani e Giulia Rulli                  |
| 2017       | 4nci Venezia Diadia Mbaye, Alessandro Vecchiato, Lorenzo Ambrosin e Davide Bovio           | La Volta Bologna Giulia Occhipinti, Ludovica Storer, Chiara Cadoni e Licia Schwienbacher                 |
| 2018       | Robi Telli Cremona Damiano Verri, Andrea Negri, Claudio Negri e Carlo Fumagalli            | Ancona Elisabetta Tassinari, Matilde Dall'Aglio, Marta Meroni e Federica Nannucci                        |
| 2019       | 4nci Venezia                                                                               | Cantucky Cantù (CO)                                                                                      |

### LB3

#### Storia
Il BK Streetball è il circuito di tornei di pallacanestro 3x3 organizzato da BGT Sport. Le vincenti dei tornei locali sono poi ammesse alle finali nazionali. Nel 2018, lo Streetball Tour ha coinvolto 2000 atleti su 25 tappe, con finali a San Benedetto del Tronto.

#### Albo d'oro
| Albo d'oro |               |                |                                                                                     |
| Edizione   | Open Maschile | Open Femminile | Giovanili                                                                           |
| 2017       | Roma          | Roma           | U14 Firenze, U15 Caserta, U17 Caserta                                               |
| 2018       | Catania       | Stars          | U18 Brindisi, U16 Arcidosso, U14M Brindisi, U14F Caserta                            |
| 2019       | Villanova     | Airness        | U18 Gnocchi della Nonna, U16M Bayern Leverduren, U16F Arrosto e tiro, U14 Gigi Team |

### Italian Women League
L'Italian Women League è il torneo 3x3 organizzato dalla Lega Basket Femminile. La prima edizione si è svolta tra settembre e ottobre 2019, su base interregionale. Sono state infatti varate quattro macroaree che hanno raccolto complessivamente 54 iscrizioni, con squadre formate da Over 19 tesserate FIP. Avrebbe dovuto essere l’apripista per un campionato unico Over 19, previsto per maggio-giugno 2020.
Le tappe della prima edizione sono state vinte da Virtus 1 a Cagliari, Happyhours a Roma, Moncalieri 3 a Torino e Salerno Basket ’92 a Cercola.

## Giovanili

### Torneo Italia

#### Storia
Il Torneo Italia 3x3 è stato istituito nel 2016 dalla FIP, pensando specificamente al percorso delle categorie giovanili Under-17 (2000-2001) e Under-15 (2002-2003) per dare continuità al Join the Game e in vista dei Giochi Olimpici di Tokyo 2020, nei quali la pallacanestro 3x3 sarebbe diventata nuovo sport olimpico. Nel 2017, si è deciso di variare le annate, passando ad Under-16 e Under-18 da disputarsi nella sede unica di Castellana Grotte. Le finali nazionali sono state dunque dedicate alla memoria di Gianluca Mattioli, arbitro internazionale scomparso poco tempo prima.

#### Albo d'oro
| Albo d'oro |                                                      |                                               |                                                            |                                                            |
| Edizione   | Sede                                                 | Under-14                                      | Under-16                                                   | Under-18                                                   |
| 2017       | Bardolino (U15) Castello d'Argile (U17)              | -                                             | Leoncino Basket Mestre Academy (U15M)                      | Victoria Libertas Pesaro (U17M)                            |
| 2017       | Bardolino (U15) Castello d'Argile (U17)              | -                                             | Aibi Team Fogliano (U15F)                                  | Girls Ancona (U17F)                                        |
| 2018       | Castellana Grotte                                    | -                                             | Victoria Libertas Pesaro (m)                               | Cus Bari (m)                                               |
| 2018       | Castellana Grotte                                    | -                                             | Basket Academy La Spezia (f)                               | Amatori Pallacanestro Savona (f)                           |
| 2019       | Castellana Grotte                                    | -                                             | Cab Stamura Ancona (m) Basket Club Castelnuovo Scrivia (f) | Unipol Virtus Bologna (m) Amatori Pallacanestro Savona (f) |
| 2021       | Treviso                                              | Virtus Bologna (m) BC Castelnuovo Scrivia (f) | Virtus Bologna (m) Granda College Cuneo (f)                | Napoli Basket (m) Granda College Cuneo (f)                 |
| 2022       | Lignano Sabbiadoro (U16/U18) Chianciano Terme (U14M) | BluOrobica (M)                                | Unibasket Lanciano (M)                                     | Poche Bobe (M)                                             |
| 2022       | Sinalunga (U14F)                                     | Magnolia Basket Campobasso (F)                | Granda College Cuneo (F)                                   | Granda College Cuneo (F)                                   |
| 2023       | Lignano Sabbiadoro                                   | Azimut Vado (M) Umana Reyer Venezia (F)       | Romito Team • Toscana (M) Castelnuovo Scrivia (F)          | Svincolati Milazzo (M) Ororosa Bergamo (F)                 |
| 2024       | Lignano Sabbiadoro                                   | Anzio Basket (M) Club Basket Frascati (F)     | Ea7 Olimpia Milano (M) Reyer Venezia (F)                   | BluOrobica Bergamo (M) Reyer Venezia (F)                   |
| 2025       | Riccione                                             | Roseto Academy (M) Peperoncino Basket (F)     | Marabutti (M) Sistema Arancione (F)                        | Pallacanestro Trieste (M) Le M.A.N. no Man (F)             |

### Join the Game

#### Storia
Il Join the Game è stato un torneo nazionale di pallacanestro "3 contro 3" che si è svolto in Italia dal 2002 al 2019. È stato organizzato dalla FIP e da Verde Sport.
Poteva partecipare qualunque società di basket appartenente ad un campionato ufficiale FIP che avesse almeno una squadra Under-13 o Under-14. Ogni squadra doveva comprendere quattro giocatori, di cui tre in campo durante lo svolgimento di una gara e uno in panchina. È prevista la categoria maschile e quella femminile. Non è previsto il ruolo dell'allenatore.
Il torneo si svolgeva a fasi, ognuna in uno o due giorni. Dunque vi era la fase provinciale, in seguito la regionale e quindi la nazionale. Ogni partita durava cinque minuti, non è previsto il tiro libero, ma un punto in più in caso di fallo in azione di tiro. Nelle gare è prevista la presenza di mini arbitri e arbitri della federazione.
L'ultima edizione della finale nazionale, la 17ª nel 2019 a Jesolo, ha registrato 80 squadre partecipanti, con 320 fra ragazze e ragazzi. L'under-14 per la prima volta ha adottato le regole FIBA 3x3.

#### Albo d'oro
| Albo d'oro |                           |                                 |                             |                             |
| Edizione   | Maschile U14              | Femminile U14                   | Maschile U13                | Femminile U13               |
| 2003       | Robur Varese              | -                               | Arzergrande Padova          | -                           |
| 2004       | Mini&Basket Caserta       | Ginnastica Torino               | Stelle Marine Ostia         | Reyer Venezia               |
| 2005       | V.L. Pesaro               | Francavilla Basket              | Join the Fox Vasto          | A.S. Libertas Trieste       |
| 2006       | Pall. Treviso             | Reyer Venezia                   | Bluorobica Bergamo          | Lazùr Catania               |
| 2007       | Pall. Reggiana            | Interclub Muggia                | CMB Porto Torres            | Kokka Napoli                |
| 2008       | Ponte Vecchio Basket      | Interclub Muggia                | LBL Caserta                 | Basket Malnate              |
| 2009       | USD Vis Nova Roma         | Basket Malnate                  | Pall. Treviso               | P.D.A. Galli Basket         |
| 2010       | Reyer Venezia             | Laboratorio Basket Rosa Bologna | Galli San Giovanni Valdarno | Cestistica Savonese         |
| 2011       | Comark Bergamo            | Reyer Venezia                   | Junior Casale               | GEAS                        |
| 2012       | Virtus Bologna            | Giants Marghera                 | BSL Bologna                 | Cest. Spezzina              |
| 2013       | Reyer Venezia             | Pink Basket Terni               | Pégaso Ragusa               | Reyer Venezia               |
| 2014       | XXL Pescantina            | Interclub Muggia                | Libertas Cernusco           | Polisportiva Galli Valdarno |
| 2015       | Bufali OCK                | Bk. Academy Mirabello           | Azzurra Trieste             | BKT Academy Mirabello       |
| 2016       | Tigullio Sport Team       | GEAS                            | Junior Ca' Ossi Forlì       | GEAS                        |
| 2017       | Olimpia Roma San Venanzio | Basket Costa per l'UNICEF       | Azzurra Trieste             | Brixia Basket               |
| 2018       | BSL San Lazzaro           | Brixia Brescia                  | Fiume Veneto Pordenone      | Granda College Cuneo        |
| 2019       | Universo Treviso Basket   | Basket Roma                     | Pall. San Stino             | Alfa Omega Roma             |